# Vrije Hogeschool
De Vrije Hogeschool is een particulier onderwijsinstituut in Zeist, opgericht in 1971 door Bernard Lievegoed. Het instituut biedt diverse programma's voor volwassenen, waaronder een Tussenjaar en Tussen-Halfjaar voor jongeren die hun eindexamen voortgezet onderwijs hebben afgerond, een Heroriëntatie Trimester 20+, het Liberal Arts Life Coachingsprogramma 30+, de Masterclass Levenskunst 55+ en biografische programma's. Elk programma is ontworpen om persoonlijke groei, reflectie en zelfontplooiing te ondersteunen in een inspirerende leeromgeving. De Vrije Hogeschool is stevig verankerd in de pedagogische principes van het vrijeschoolonderwijs, waarbij de volledige ontwikkeling van het individu centraal staat. 
Oorspronkelijk was de Vrije Hogeschool gevestigd op Landgoed de Reehorst te Driebergen, waar het meer dan veertig jaar actief was. In 2016 verhuisde de school naar 2e Dorpsstraat 56 in Zeist, waarmee een nieuwe fase in haar geschiedenis begon. Deze verhuizing bood de mogelijkheid om de pedagogische en educatieve visie verder te ontwikkelen en te verfijnen.
Met een focus op persoonlijke groei en academische verdieping biedt de Vrije Hogeschool  programma's waarin studenten/deelnemers de ruimte krijgen om zich te oriënteren op hun toekomst/levensfase, nieuwe vaardigheden te ontwikkelen en hun persoonlijke en intellectuele horizon te verbreden.

## Studiemogelijkheden
Bij de Vrije Hogeschool stelt men dat leren nooit stopt. "Eeuwig Leergierig" staat voor de overtuiging dat zowel jongeren als volwassenen altijd nieuwe mogelijkheden kunnen ontdekken om te groeien, zichzelf te ontwikkelen en hun passie te vinden. De programma’s van de VH zijn er niet alleen voor jonge mensen die aan de start van hun carrière staan, maar ook voor ouderen die hun horizon willen verbreden of hun kinderen willen ondersteunen in het maken van bewuste keuzes voor de toekomst. Het onderwijsinstituut biedt meerdere leertrajecten aan voor jong en oud. Voor studenten die een tussenjaar overwegen na hun eindexamen in het voortgezet onderwijs is er het Liberal Arts Tussenjaar of Halfjaar. 

### Liberal Arts Tussenjaar of Halfjaar
Voor jongeren die willen ontdekken wat echt bij hen past en wie ze willen zijn, biedt het tussenjaar een veilige omgeving om zichzelf beter te leren kennen en zich te bezinnen op hun toekomst. Dit programma helpt jongeren richting te geven aan hun studie- en loopbaankeuzes, door zelfreflectie, coaching en een brede oriëntatie op diverse vakgebieden. Het Halfjaar programma start twee keer per jaar, in het najaar en in het voorjaar. 

### Heroriëntatietrimester
Speciaal voor hen die een nieuwe koers willen bepalen, of dit nu gaat om een vervolgstudie of een herstart in hun carrière. Dit programma van de Vrije Hogeschool biedt de mogelijkheid om stil te staan bij eigen doelen en ambities en deze met hernieuwde energie na te streven.

### Liberal Arts Life Coaching
Voor volwassenen tussen de 30 en 50 jaar die nieuwe inspiratie zoeken of vastzitten in hun huidige carrière. Dit programma biedt een holistische benadering van persoonlijke ontwikkeling, waarbij je je eigen passie en talenten opnieuw kunt ontdekken. Samen met coaches en gelijkgestemden onderzoeken ze welke stappen nodig zijn voor de volgende fase in het leven.

### Masterclass Levenskunst
Voor volwassenen van 50 jaar en ouder die zich voorbereiden op een nieuw hoofdstuk in hun leven. Deze masterclass biedt de mogelijkheid om stil te staan bij je eigen levensverhaal, je te laten inspireren door filosofie en kunst, en zo een zinvolle en verrijkende invulling te geven aan de toekomst.

## Geschiedenis
Van 1971 tot 2015 was de school gevestigd op landgoed de Reehorst in Driebergen in twee historische gebouwen, te weten villa de Reehorst, gebouwd rond 1905 naar een ontwerp van C.B. Posthumus Meyjes in een Berlagiaanse variant van de jugendstil, en een koetshuis uit 1860.
Het Ionagebouw aan Hoofdstraat direct naast station Driebergen-Zeist, ontworpen door J.I. Risseeuw, werd tussen 1976 en 1978 op het landgoed gebouwd. Het is een voorbeeld van organische architectuur. Het gebouw biedt onderdak aan vergaderruimtes, een auditorium, een keuken en een eetzaal en staat bekend als Cultuur- en Congrescentrum Antropia.
De instelling functioneerde van 2010 tot 2015 als Bernard Lievegoed University (BLU) met als belangrijke kern het Bernard Lievegoed College for Liberal Arts - het huidige Tussenjaar Liberal Arts. De antroposofische grondslag, die vanaf het begin duidelijk aanwezig was, werd in die tijd formeel losgelaten. Het volwassenprogramma van de BLU wordt tegenwoordig voortgezet in de Lievegoed Academie.
In de nacht van 11 februari 2015 werd villa De Reehorst volledig in de as gelegd. Rond 3.30 uur kwam de melding binnen bij de politie en rukte de brandweer uit met groot materieel omdat de vlammen op dat moment al uit het dak sloegen. De brandweer was nog tot laat in de ochtend bezig met nablussen. De instelling verhuisde daarop voor een jaar naar een monumentaal pand aan de Drift 17 in Utrecht.
De Vrije Hogeschool is sinds 2016 gevestigd in de voormalige buitenplaats Beek en Royen aan de 2e Dorpsstraat te Zeist.

## Instituut voor Biografiek
Drie docenten van de Vrije Hogeschool, Cees Zwart, Rinke Visser en Josien de Vries begonnen in 1991 een vakgroep biografiek. In 1996 werd in Driebergen-Rijsenburg het Instituut voor Biografiek opgericht. Daar worden een opleiding biografisch coachen en diverse workshops aangeboden en worden de biografiek en het biografiewerk verder ontwikkeld.

## Dwarslopers
Sinds 2018 heeft de Vrije Hogeschool het platform Dwarslopers, waarop verhalen van (oud)studenten en andere mensen met bijzondere idealen worden gepubliceerd. Het platform is ontstaan door het Dwarslopers Festival, dat sinds 2018 jaarlijks wordt georganiseerd door studenten van de Vrije Hogeschool.
Ook worden sinds 2023 Dwarslopers Dialogen gehouden in Cultuur- en Congrescentrum Antropia, en andere samenwerkende locaties. Dit is in vaak in samenwerking met het tijdschrift Optimist, waarbij men in gesprek gaat met verschillende "Dwarslopers".

## Afbeeldingen

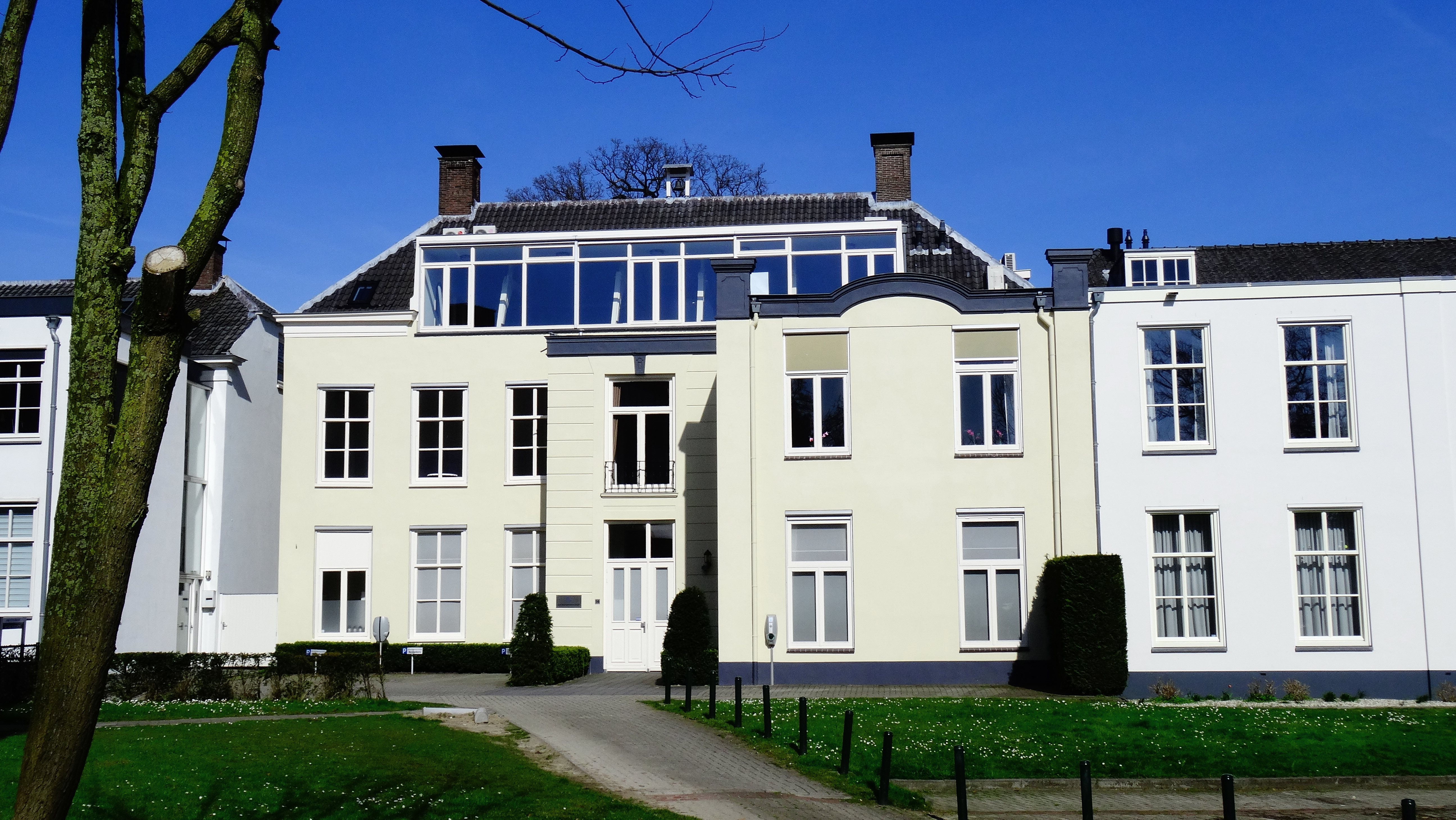
Beek en Royen, Zeist, tuinzijde
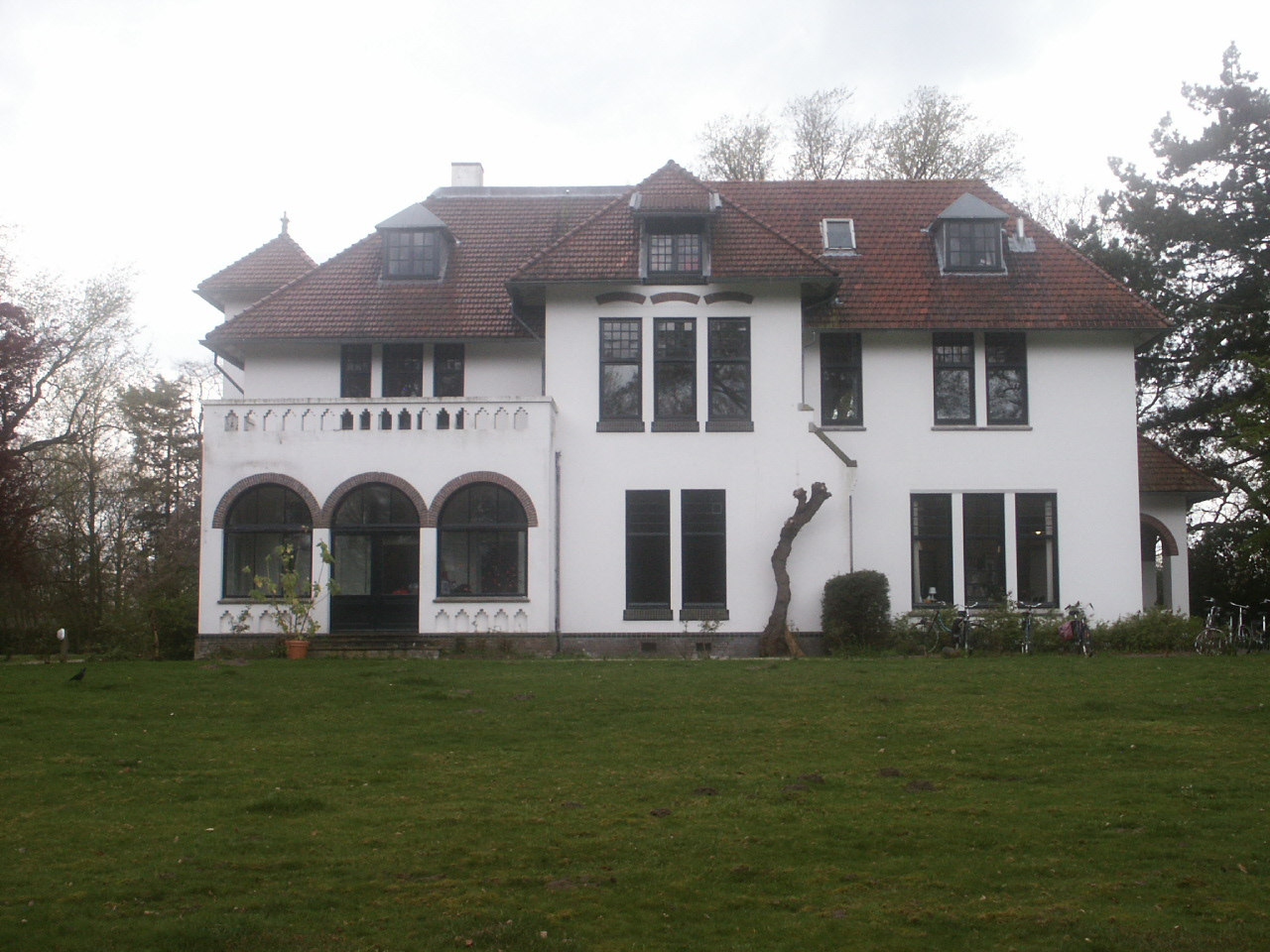
Villa de Reehorst, Driebergen
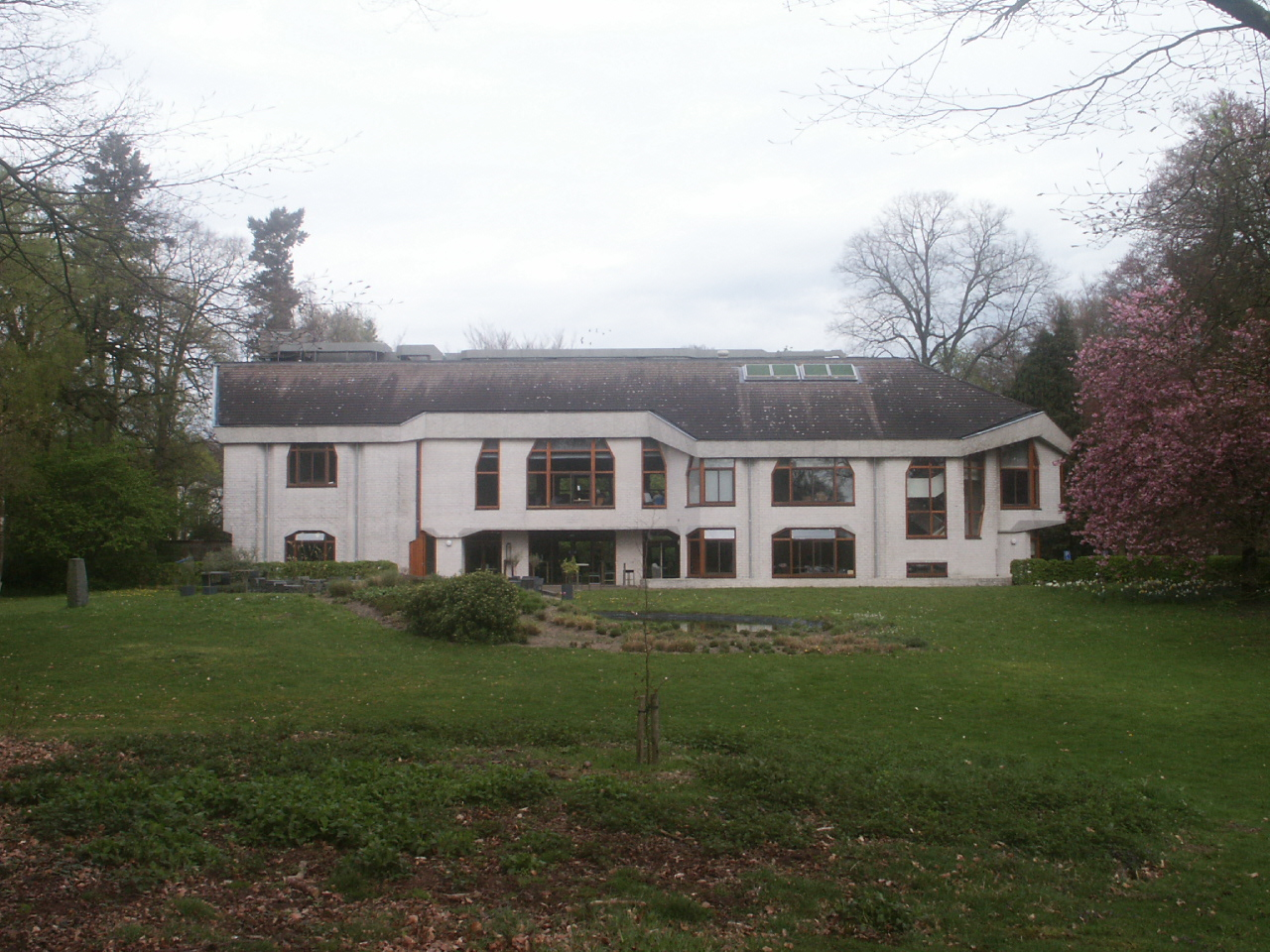
Ionagebouw, Driebergen, tuinzijde

## Bekende personen
Dit is een lijst van personen met een eigen artikel op de Nederlandstalige Wikipedia.
- Menno Bentveld (student)
- Laurent Chamuleau (student)
- Raoul Chamuleau (student)
- Doorlie Gerdes (docent)
- Dirk van de Glind (student)
- Femke Halsema (student)
- Bernard Lievegoed (rector)
- Cees Zwart (rector)